# Ulica Łąkowa w Gdańsku
Ulica Łąkowa (niem. Weidengasse) – główna ulica gdańskiej dzielnicy Dolne Miasto.
Obecnie dzieli się na dwie części: północną i południową, które przedzielone są ulicą (arterią przelotową) Podwale Przedmiejskie. Jej początek to skrzyżowanie z ulicą Długie Ogrody, a koniec to skrzyżowanie z ulicami: Śluza, Wróbla i Kieturakisa.

## Historia

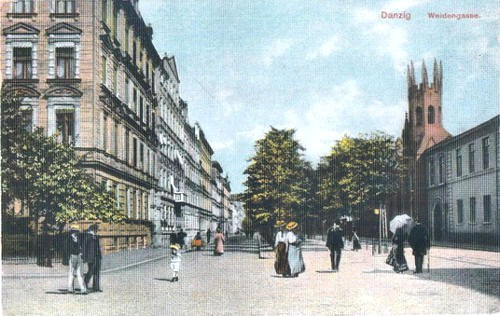
Ul. Łąkowa, ok. 1880

Najstarsze źródła dokumentujące nazwy w tej okolicy pochodzą z 1650. Do drugiej połowy XIX wieku dzisiejsza ulica była ciągiem mniejszych ulic. Od 1874 już na całej długości ulicy obowiązywała nazwa Weidengasse.
Zespół dróg pokrywających się z przebiegiem dzisiejszej ulicy Łąkowej istniał już w XVII w. Co najmniej od XVIII w. Łąkowa była traktem przedzielonym kanałami melioracyjnymi, które istniały do XIX w. Środkiem dzisiejszej ulicy przebiegał bardzo szeroki kanał, stąd tak szeroka ulica; przy domach były tylko wąskie przejścia. Dzisiejszy układ ulicy jest konsekwencją takiego sposobu poprowadzenia kanałów - praktycznie cała ulica składa się z dwóch jezdni przedzielonych pośrodku alejkami z pasem zieleni. Ulica była reprezentacyjną aleją jarzębinową.
Od 1883 Dolne Miasto posiadało konne połączenie tramwajowe (linia śródmiejska od Bramy Wyżynnej do Dolnego Miasta, na znacznej długości dwutorowa), a od 1896 elektryczne. Wraz z pojawieniem się pierwszej linii tramwajowej wybudowano na końcu ciągu komunikacyjnego ulicy Łąkowej (de facto na ulicy Wróblej) zajezdnię. Ponieważ tramwaj docierał od strony centrum miasta przez ulicę Długie Ogrody, tory tramwajowe umieszczone w jezdni biegły wzdłuż całej ulicy.
Na początku lat dziewięćdziesiątych XX w., w ramach przedłużenia Podwala Przedmiejskiego, zbudowany został most nad Nową Motławą. Połączenie tego ciągu z ulicą Łąkową spowodowało, że cały ruch tranzytowy w stronę Elbląga i Warszawy przeniesiony został na północną część ulicy Łąkowej i dalej na ulicę Długie Ogrody. Odciążono w ten sposób ulice Chmielną, Stągiewną oraz ówczesną Elbląską (pokrywającą się z dzisiejszą ulicą Długie Ogrody). W połowie lat dziewięćdziesiątych XX w. ulica Łąkowa została fizycznie przedzielona na dwie części, za sprawą rozbudowy ulicy Podwale Przedmiejskie. W lipcu 2020 przebudowano ul. Podwale Przedmiejskie na wysokości ul. Łąkowej, przywracając jej ciągłość, wszystkie relacje skrętne i przejścia dla pieszych.

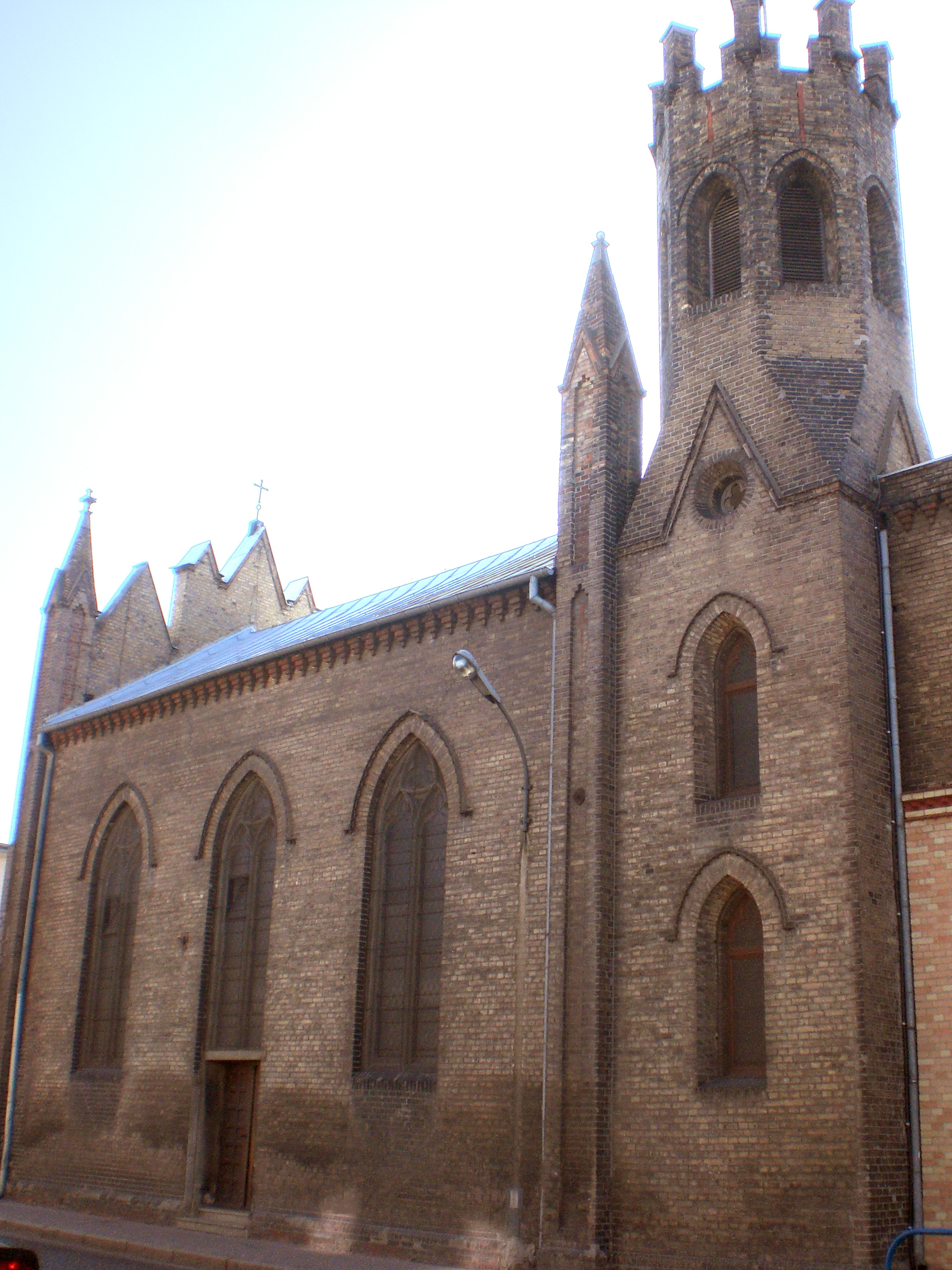
Kościół, Łąkowa 34a

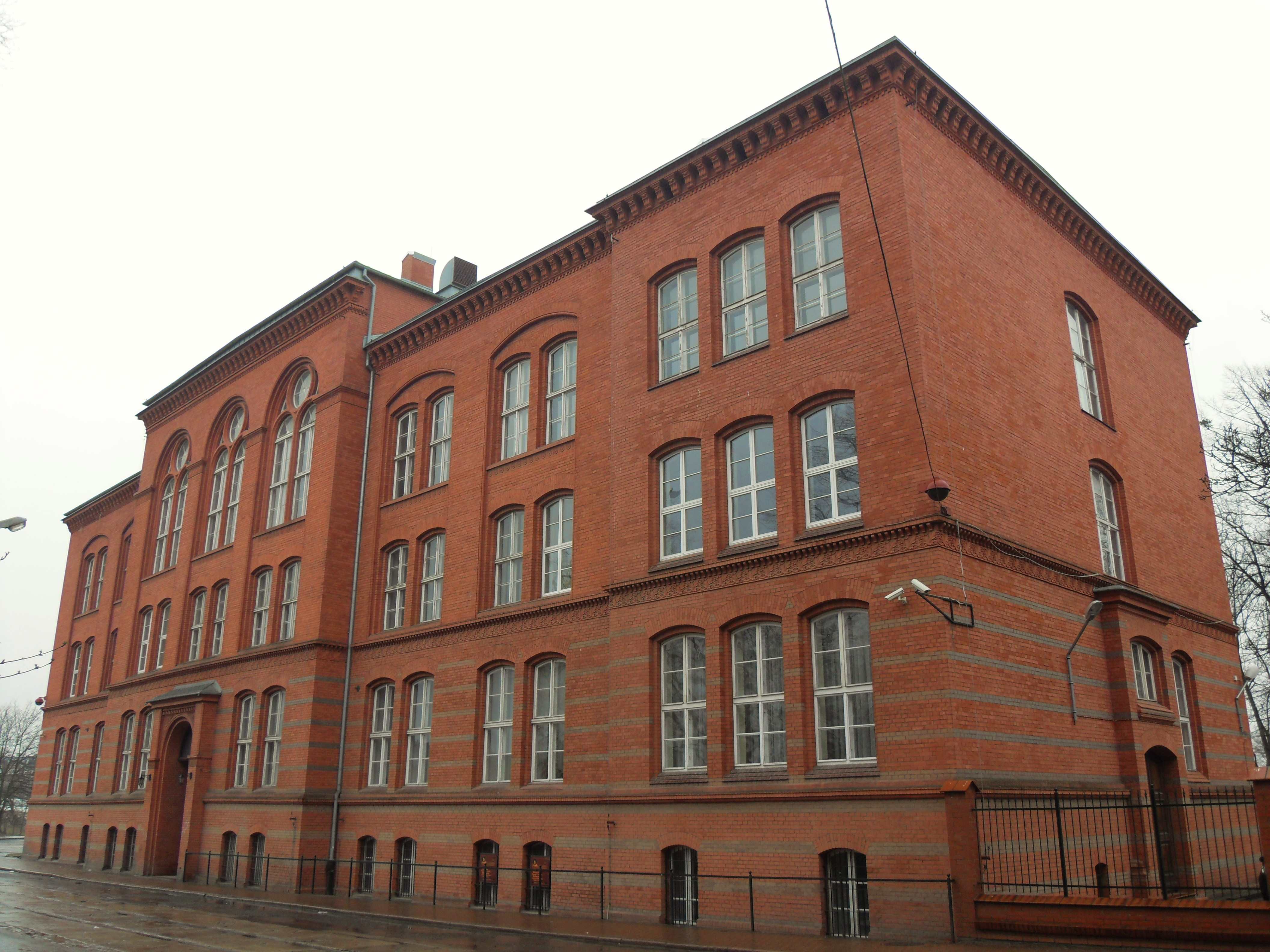
Łąkowa 1

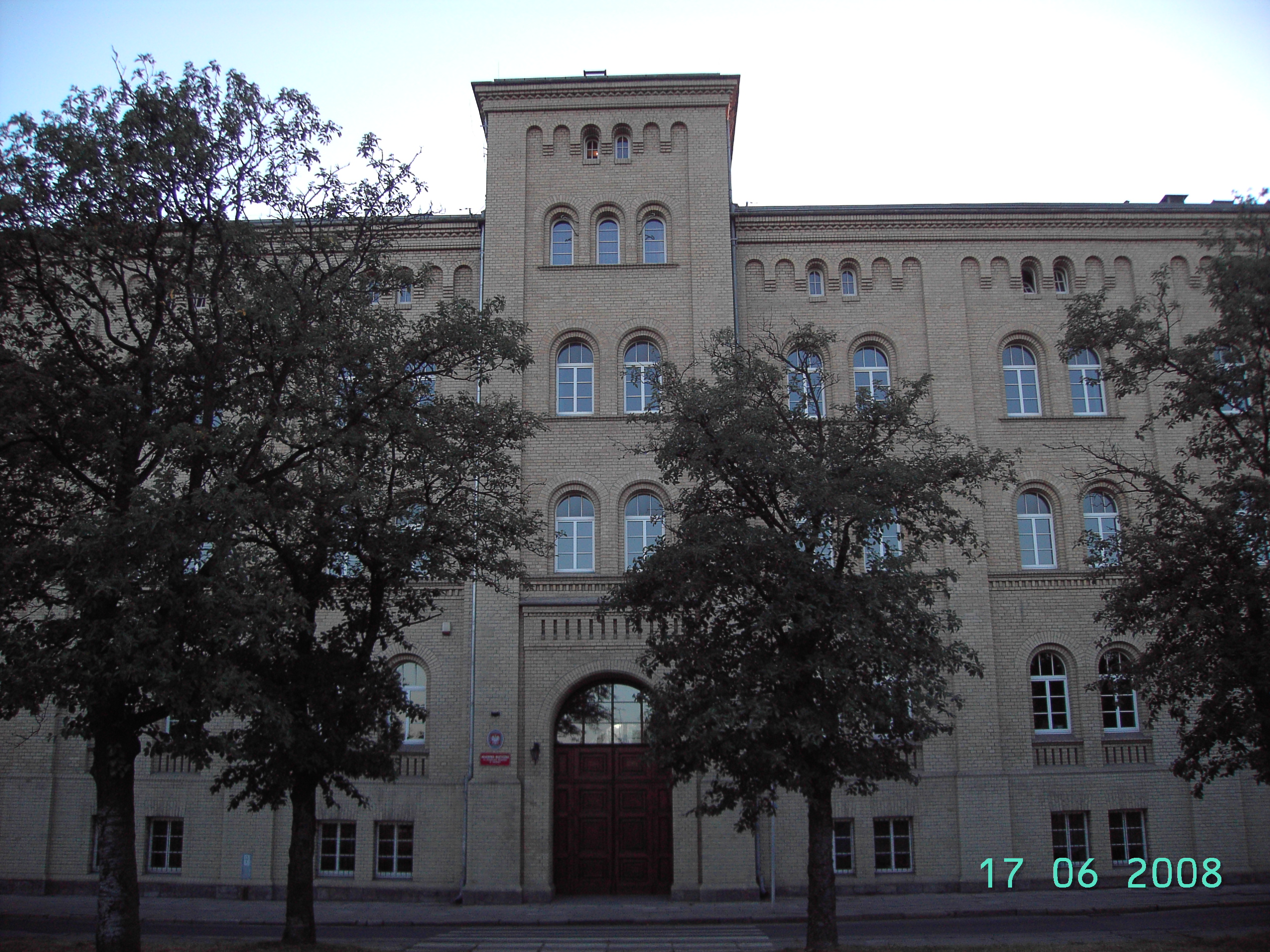
Łąkowa 2

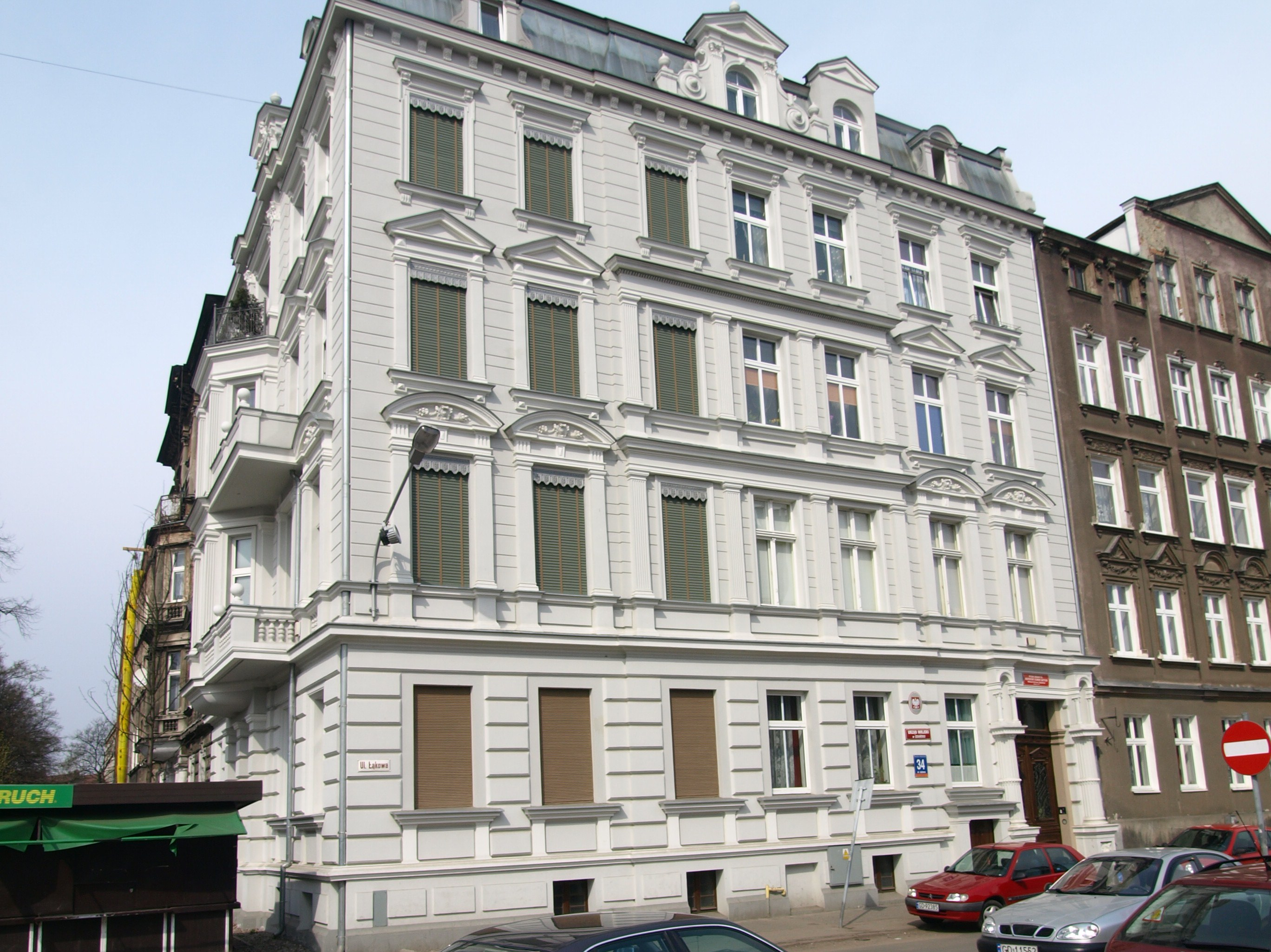
Łąkowa 34

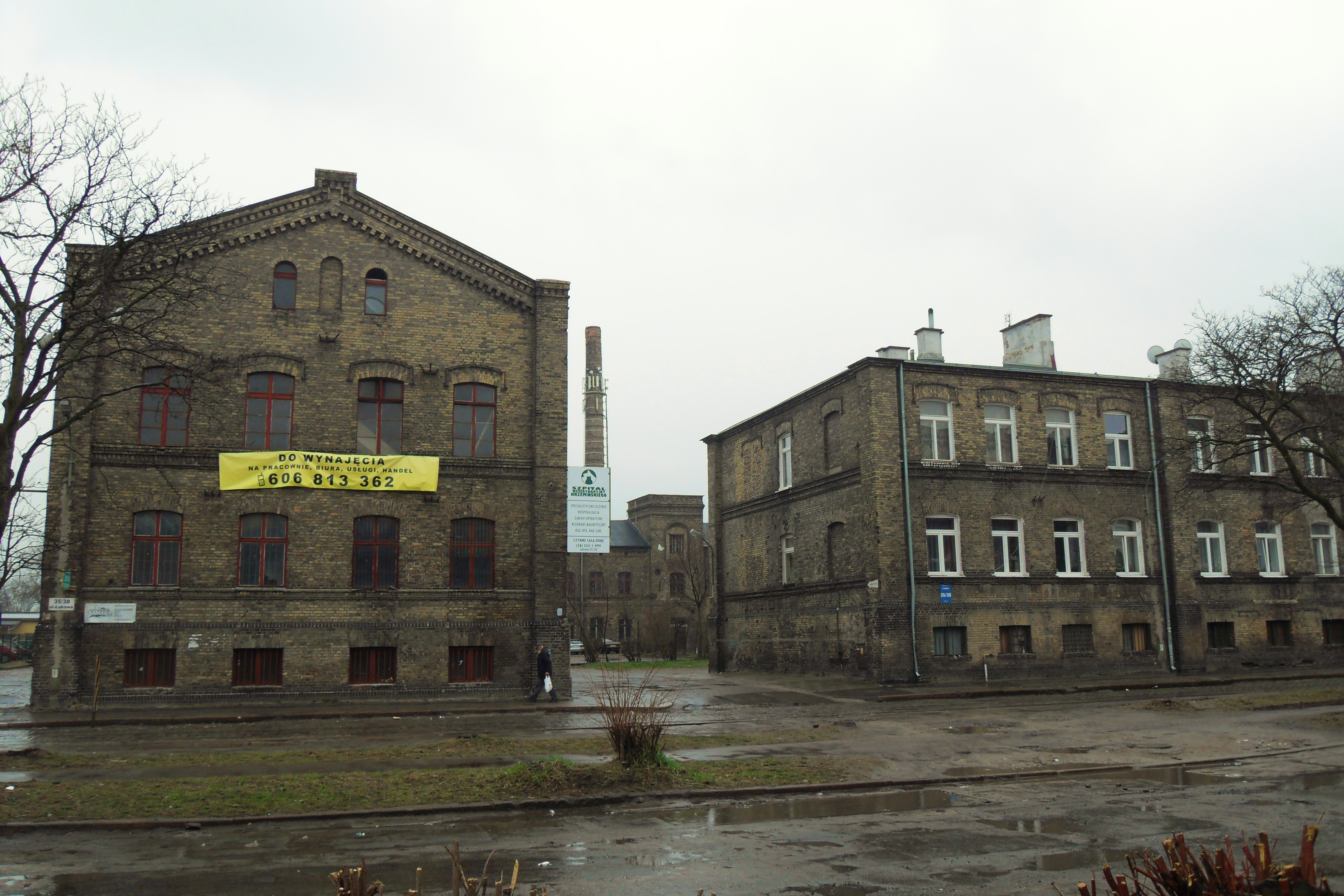
Łąkowa 35-38

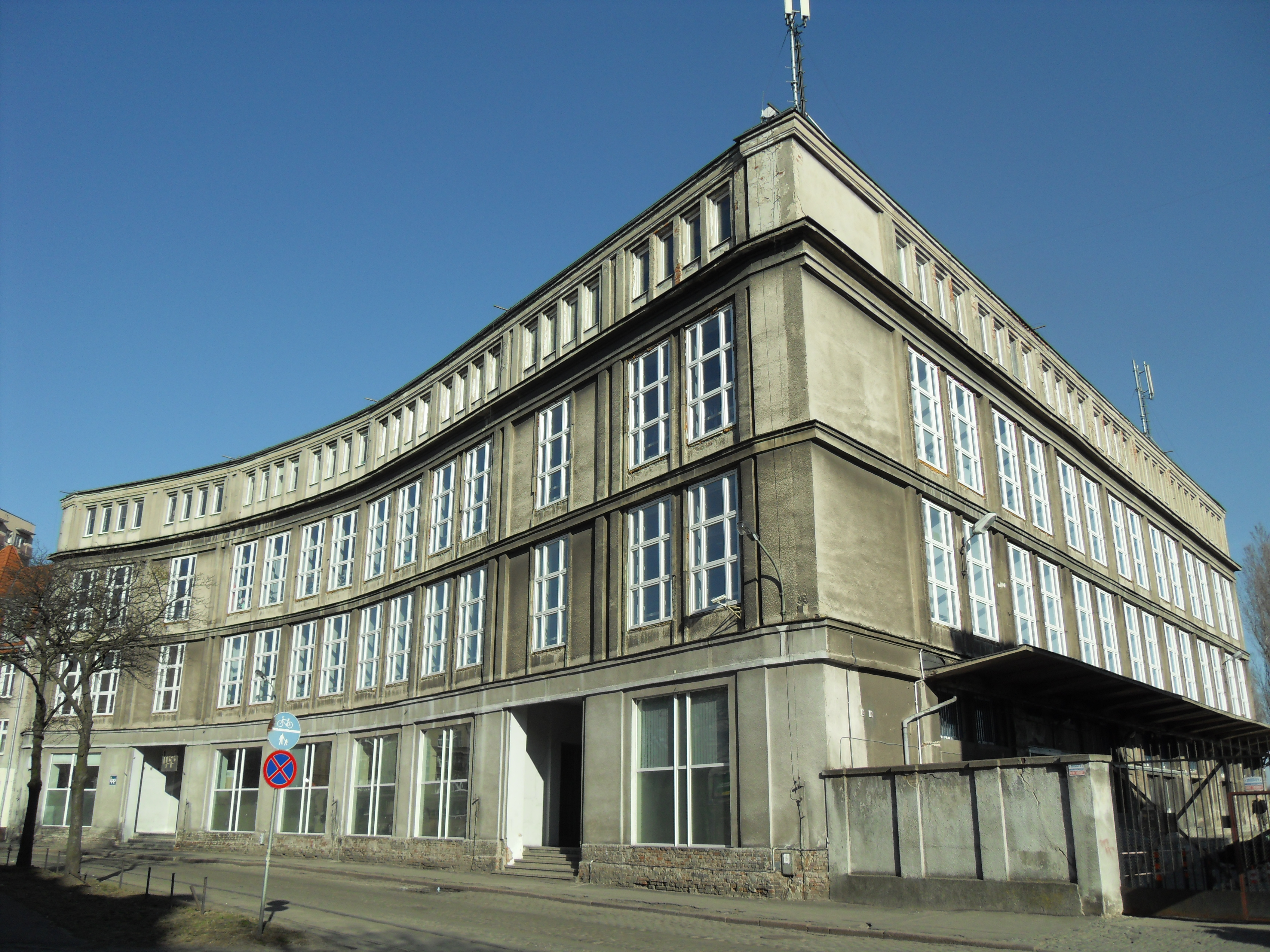
Łąkowa 39-44

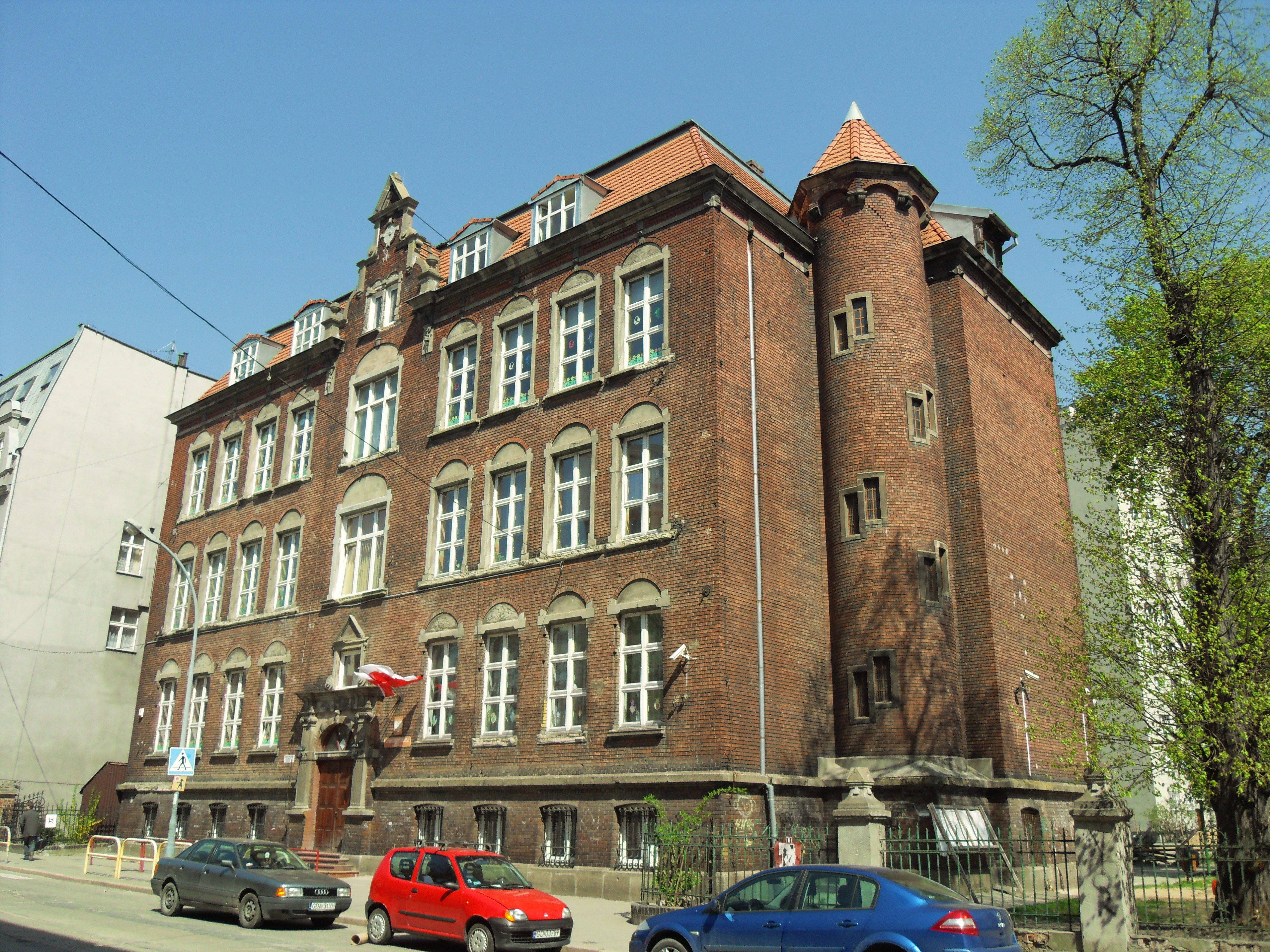
Łąkowa 61

W 1999 zamknięto zajezdnię tramwajową i zawieszono kursowanie tramwajów ulicą Łąkową. Kilka lat później, w wyniku remontu fragmentu nawierzchni Podwala Przedmiejskiego, torowisko w ulicy fizycznie odcięto od reszty sieci tramwajowej. Od września 2015 na ulicy Łąkowej stoi tramwaj typu 105na #1241 jako pomnik.

### Numeracja
Ulica posiada historyczny, obiegowy układ numeracji - numeracja zaczyna się przy ulicy Długie Ogrody, narasta po jednej stronie ulicy, aby dojść do numeru 34 przy skrzyżowaniu końcowym, następnie kontynuowana jest po drugiej stronie ulicy i wzrasta do numeru 62, który znajduje się nieopodal skrzyżowania z ulicą Długie Ogrody. Dodatkowo, ze względu na budowę Podwala Przedmiejskiego - trasy wylotowej w kierunku Elbląga, wyburzono część budynków, co powoduje brak budynków o numerach 3, 4 oraz 53-58.

## Interesujące obiekty
Wzdłuż ulicy Łąkowej przeważa zabudowa z XIX i początku XX w., w postaci kamienic mieszkalnych oraz budynków przemysłowych. Najciekawsze obiekty to:
- Akademia Muzyczna im. Stanisława Moniuszki mieszcząca się w budynku przedwojennego Gimnazjum Królewskiego, niem. Königliche Gymnasium (zbudowane 1878-1881), ul. Łąkowa 1 (budynek A - czerwony);
- Dom Muzyka Akademii Muzycznej im. Stanisława Moniuszki w budynku dawnych koszar piechoty z 1880, ul. Łąkowa 2 (budynek B - żółty)[7];
- Kamienica z 1880, ul. Łąkowa 34;
- Kościół Niepokalanego Poczęcia Najświętszej Maryi Panny (powstały jako kaplica założonego w 1853 katolickiego szpitala[8]), ul. Łąkowa 34a;
- Królewska Fabryka Karabinów (Königliche Gewehr-Fabrik), ul. Łąkowa 35-38[9];
- Siedziba Gdańskiego Monopolu Tytoniowego (Danziger Tabak Monopol), ul. Łąkowa 39-44[10];
- Szkoła, ul. Łąkowa 61;
- Konsulat Francji (Consulat français), który w latach 1897-1907 mieścił się przy ówczesnej Weidengasse sukcesywnie w kilku obiektach - przy Weidengasse 4a (1897-1900), Weidengasse 11 (1902-1903), Strandgasse 7, obecnie ul. Królikarnia lub Dolna (1904), i Weidengasse 9 (1905-1907);
- Konsulat Turcji (türkiye başkonsolosluğu danzig), Weidengasse 50 (1914-1922).